# Юрстрём, Шарлотта
Шарлотта Юрстрём (швед. Hedvig Charlotta Djurström, 14 мая 1807 — 19 мая 1877) — шведская актриса, директор театра. Одна из ведущих актрис провинциальных театров Швеции и Финляндии в 1-й половине XIX в.

## Биография
Шарлотта Юрстрём жила в тот период, когда в 1-й половине XIX в. в Швеции и Финляндии постоянные театральные труппы были только в самых больших городах. В остальных городах работали передвижные театральные труппы, которые ездили по стране и выступали либо в зданиях театров, либо на временных сценах. Она относилась к числу наиболее известных провинциальных актрис того времени.
Хедвиг Шарлотта Хоффман родилась в 1807 г. в Кальмаре. Её первые выступления состоялись в популярном передвижном театре Эрика Столберга, ставшим известным как «театр Юрстрёма» после того, как он в 1827 г. перешёл к Эрику Вильгельму Юрстрёму (1787—1841). Шарлотта вышла замуж за Эрика Юрстрёма, после его смерти в течение 5 лет с 1841 по 1846 гг. сама управляла театром. В 1846 г. она передала театр ведущему актёру Рудольфу Фошбергу и до 1848 г. выступала в нём как актриса.
В начале своей карьеры Шарлотта выступала в амплуа субреток и исполняла брючные роли, потом ей стали доверять роли главных героинь, благодаря которым она и стала известной. Она наиболее известна ролью Жанны Д’Арк в пьесе Орлеанская дева Шиллера (1832 г.), имевшей большой успех, после чего Шарлотту стали называть «провинциальной Жанной Д’Арк», так что на её спектакли приезжали зрители из самых далёких городков. Так же успешно она играла и Марию Стюарт в одноимённой пьесе. Критики отмечали, что Шарлотта имеет склонность к пафосу и напыщенной дикции, но её выступления пользовались популярностью, и она исполняла главные роли. Ей иногда доверяли и оперные партии, но пение не было её сильной стороной, и вместо неё пели другие актрисы, например, Анжелика Магито. Шарлотта пользовалась успехом не только у простых людей, но и у представителей высшего класса шведского общества, что было необычно для провинциальной актрисы. Шарлотту называли красавицей и дивой, однако её выступление с труппой в 1841 г. в Стокгольме особых отзывов не получило, и о ней отзывались как о средней, хорошей актрисе.
В дальнейшем Шарлотта выступала с другими передвижными театрами, а в последние годы работала в театре Ladugårdslandsteatern (ныне Folkan). В 1864 г. прекратила выступления и жила в Норрчёпинге. У неё было четверо детей, и две дочери, Эмилия и Вильгельмина, и незаконнорожденный сын Хьюго Вильгельм Эберхард Юрстрём тоже выбрали актёрскую профессию.
Шарлотта Юрстрём и её дочь Вильгельмина умерли в 1877 г. от холеры.